# Севостьянов, Алексей Григорьевич
Алексе́й Григо́рьевич Севостья́нов (10 марта 1910 — 31 августа 2010) — учёный текстильщик и педагог, Заслуженный деятель науки и техники РСФСР, доктор технических наук, профессор.

## Биография
Кандидатскую диссертацию «Некоторые вопросы теории гребнечесания» защитил в 1939 году. Участник Великой Отечественной войны.
Докторская диссертация «Исследование неровноты, возникающей при смешивании текстильных волокон и при вытягивании продуктов прядения» защищена в 1960 году.
Возглавлял секцию новых способов прядения в Госкомитете по науке и технике при Совмине СССР, был членом Президиума НТО легкой промышленности, экспертом ВАК, членом редакции журнала «Технология текстильной промышленности».
Автор более 30 учебников и монографий, более 400 научных работ. В период с 1953 по 2004 год, под руководством профессора Севостьянова было защищено 105 кандидатских диссертаций.
В марте 2010 года в Московском государственном текстильном университете имени А. Н. Косыгина торжественно отмечалось столетие А. Г. Севостьянова.

## Награды
Награждён орденом Отечественной Войны второй степени, за мирный труд награждён орденами «Знак Почета», «Дружбы Народов», многими медалями и Знаками отличия.